# Buslijn 326 (Amsterdam)
Buslijn 326 was een Amsterdamse buslijn geëxploiteerd door het GVB vanuit garage Noord. 

## Geschiedenis

### Lijn 326 I
De lijn werd ingesteld op 21 november 2002 tussen het Centraal Station en de wijk IJburg op dezelfde dag dat de eerste bewoners hun sleutel kregen overhandigd. Lijn 326 reed in combinatie met lijn 43 naar Borneo-eiland en had dezelfde route als de huidige tramlijn 26, alleen eindigde deze destijds in een onbebouwde kale vlakte op de IJburglaan nabij de Ruisrietstraat. In de Piet Heintunnel werd gebruikgemaakt van de autotunnel in plaats van de tramtunnel.
Om de bewoners direct openbaar vervoer aan te bieden werd gestart met een hoge frequentie van achtmaal per uur in de spits. Omdat er in het begin vrijwel niemand op IJburg woonde reden de bussen vrijwel leeg heen en weer.
Na korte tijd werd de frequentie teruggebracht naar tweemaal per uur, wat gezien het passagiersaanbod gerechtvaardigd was. Pas later, naarmate het aantal bewoners toenam, werd de frequentie weer opgevoerd.
De buslijn was een voorloper van de IJtram waarvan de openingsdatum tot tweemaal toe werd uitgesteld. Het uitstel viel te begrijpen mede doordat het aantal inwoners slechts langzaam toenam.
Uiteindelijk ging eind mei 2005 tramlijn 26 rijden en werd buslijn 326 opgeheven.

### Lijn 326P
Bij stremmingen op tram 26 wordt een pendelbuslijn 76 (oorspronkelijk echter 326) ingelegd die dan meestal tussen het Zeeburgereiland en de achterzijde van het Centraal Station rijdt. Soms wordt de gehele route gereden. Omdat de voormalige keerlus bij de Passagiers Terminal Amsterdam niet vanuit de richting IJburg kon worden gebruikt, moest ook bij stremmingen aan de voorkant van het Centraal Station gebruik worden gemaakt van de vervangende busdienst. Sinds de komst van de calimiteiten tramlus aan de achterzijde is dat niet meer noodzakelijk.